# Pieter Schelte Heerema

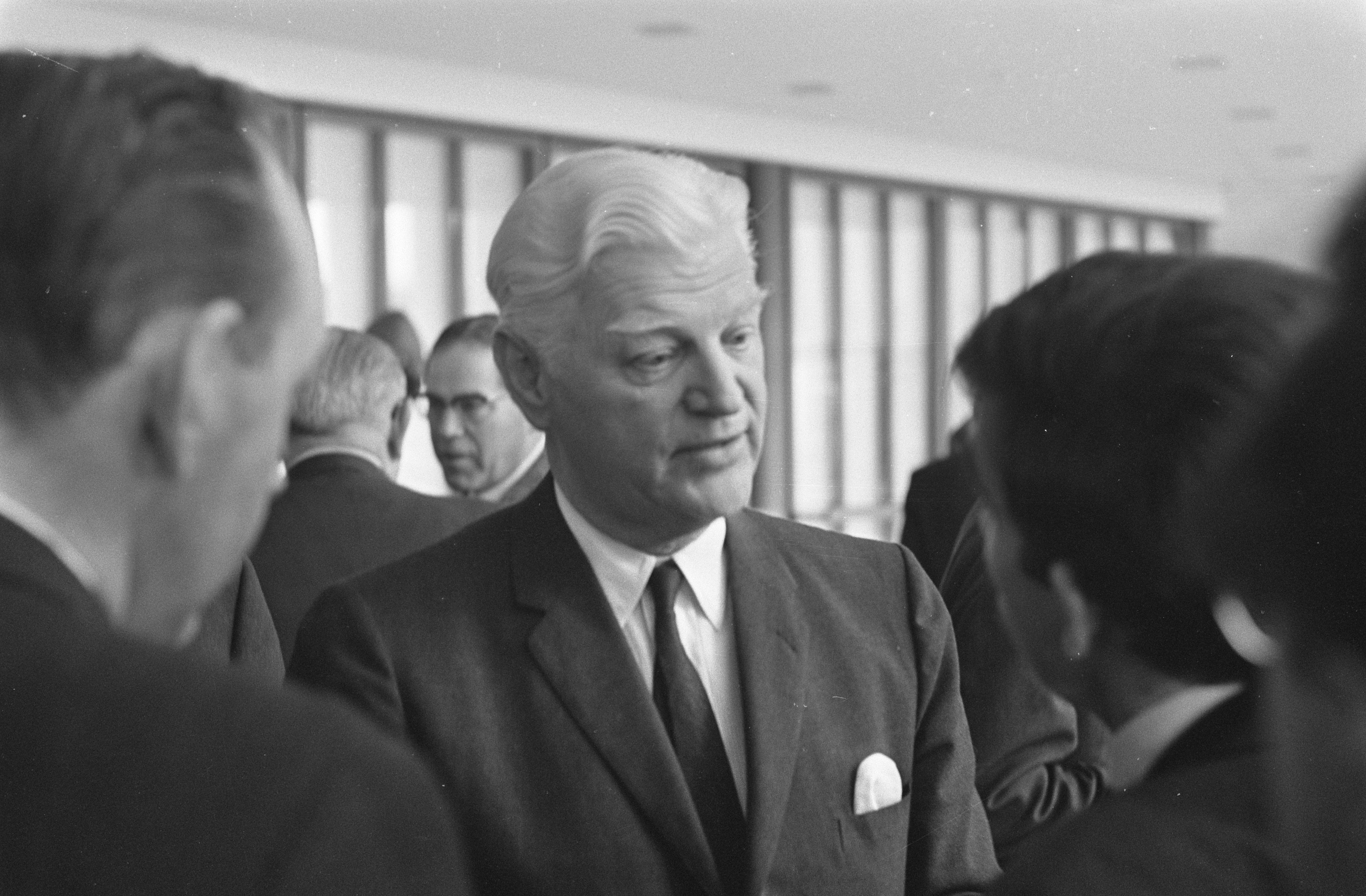
Pieter Schelte Heerema (1967)

Pieter Schelte Heerema (* 27. April 1908 in Amsterdam, Niederlande; † 30. September 1981) war ein niederländischer Schiffbauingenieur, der als Unternehmer im Offshore-Bereich tätig war und heute aufgrund der Entwicklung zahlreicher neuer Techniken als einer der Pioniere dieser Industrie gilt.

## Zweiter Weltkrieg

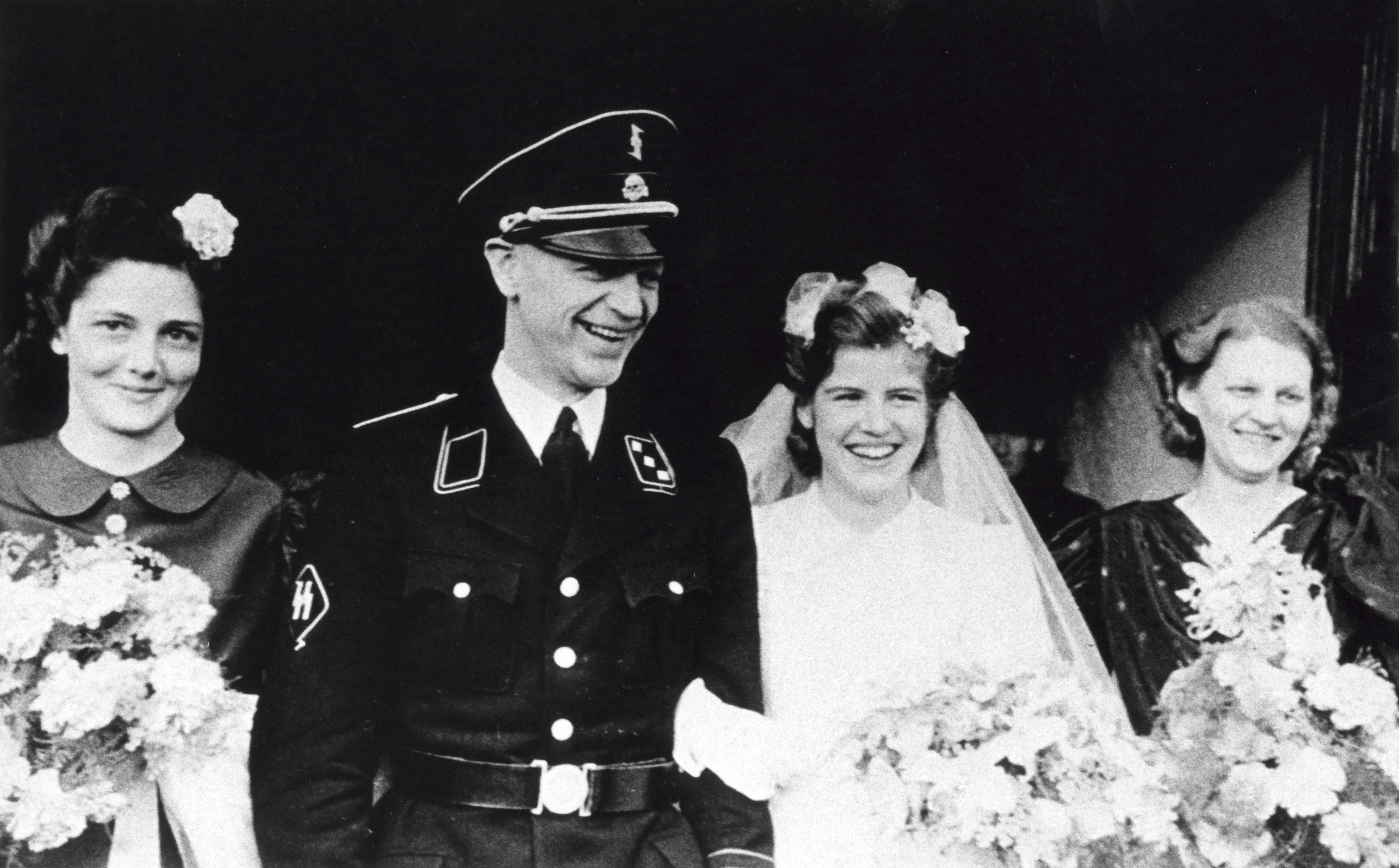
Pieter Schelte Heerema
(Heirat, Dezember 1942)

Heerema trat im Zweiten Weltkrieg der Waffen-SS bei und wurde zum 17. Mai 1942 zum SS-Untersturmführer befördert. Er war überzeugter Antisemit und Antikommunist und fand bei der deutschen Führung Gehör für seine Ansichten. Im Auftrag der SS war er als stellvertretender Direktor einer Organisation – der Nederlandsche Oost Compagnie (NOC) – tätig, die arbeitslose Niederländer zur „Kolonialisierung“ der von den Nazis besetzten Gebiete in Osteuropa deportierte. Dabei kamen Hunderte ums Leben. Er desertierte daraufhin und unterstützte von August 1943 bis März 1944 die niederländische Widerstandsbewegung.
Im März 1944 wurde er in der Schweiz verhaftet. Nach dem Krieg wurde er angeklagt und in den Niederlanden wegen Kriegsverbrechen zu drei Jahren Haft verurteilt. Bereits im November 1946 wurde er allerdings vorzeitig – aufgrund seiner Unterstützung der Widerstandsbewegung – aus der Haft entlassen. In seinem Strafregister war nachzulesen, dass er bei einer Rede 1941 sagte, dass „die deutsche Rasse das Modell wäre. Im Vergleich dazu die jüdische Rasse parasitär…daher muss die jüdische Frage in jedem arischen Land geklärt werden.“

## Unternehmerische Tätigkeit
Im Jahr 1947 verließ er seine Heimat Richtung Venezuela, wo er 1948 mit dem Unternehmen Heerema & Bomans begann, Offshore-Bauwerke im Maracaibo-See zu errichten. Im Jahre 1950 wurde der Name in Constructora Heerema geändert. Der Durchbruch gelang ihm im Jahr 1956, als er begann, mit Spannbeton zu arbeiten. Er arbeitete unter anderem mit Brown & Root (heute KBR).
Pieter Schelte kehrte 1961 zurück in die Niederlande und gründete ein Jahr später Heerema Engineering Service, die heutige Heerema Marine Contractors (HMC). Er war dann in der Entwicklung und dem Ausbau der Offshore-Industrie in den Niederlanden mit der Installation von Bohrplattformen beteiligt. Mit der Umwandlung der Sunnas, eines norwegischen Tankers, in ein Kranschiff mit einer Kapazität von 300 Tonnen (t) wurde 1963 ein Grundstock für weitere Entwicklungen gelegt. Das in Global Adventurer umbenannte Schiff war wesentlich besser für das Wetter in der Nordsee geeignet als seine Vorgänger.
1968 ging die Challenger mit einer Hubkapazität von 650 t und 1972 die Champion mit 1100 t Krankapazität in Betrieb. Die Steigerung der Leistungsfähigkeit setzte sich 1974 mit der Thor (Kapazität 2000 t) und 1976 mit der Odin (Kapazität 3000 t) fort. Durch diese enorme Leistungssteigerung wurde es den Ölgesellschaften ermöglicht, immer größere Module für die Plattformen vorzufertigen und so die Installationszeit zu verringern.
Mit der Balder und der Hermod besaß Heerema 1978 zwei Halbtaucherschiffe mit je zwei Kränen und einer Kapazität von 2000 t und 3000 t. Diese Schiffe wurden später modifiziert und die Krankapazitäten erhöht. Durch die Auslegung der Kranschiffe als Halbtaucher waren sie weniger empfindlich auf den Seegang und auf Oberflächenströmungen und konnten so auch während der Wintermonate in der Nordsee arbeiten. Durch die hohe Stabilität konnten auch leistungsstärkere Kräne verwendet werden als bei konventionellen Schiffen.

## Nach dem Tod
Nach dem Tod von Pieter Schelte Heerma im Jahr 1981 hinterließ er seine Firma seinen fünf Söhnen Edward, Ruurd, Pieter, Hugo und Erik. Es folgte eine lange juristische Auseinandersetzung zwischen den Brüdern. Im Jahr 1985 gründete Edward Heerema das Offshore-Dienstleistungsunternehmen Allseas. Sechs Jahre später wurde er aus dem Familienunternehmen HMC von seinem Bruder Pieter Heerema herausgekauft. Schon 1978 hatte Hugo Heerema das Unternehmen Bluewater Energy Services gegründet.

## Kontroverse um Schiffsnamen der Pieter Schelte
Allseas hat mit der Pieter Schelte das größte Arbeitsschiff der Welt bauen lassen. Edward Heerema benannte das Schiff nach seinem Vater, um einen der Pioniere der Offshore-Industrie zu ehren. Wegen dessen Mitgliedschaft in der Waffen-SS und seiner Verurteilung als Kriegsverbrecher führte diese Namenswahl zu einer politischen Kontroverse weltweit und insbesondere in den Niederlanden, die mit 800.000 Euro die Entwicklung des Schiffes aus Steuermitteln unterstützten. Im Februar 2015 wurde das Schiff in Pioneering Spirit umgetauft.